# Claus, Príncipe Consorte dos Países Baixos
Claus Jorge Guilherme Oto Frederico Gerd von Amsberg (Hitzacker, 6 de setembro de 1926 – Amsterdã, 6 de outubro de 2002) foi o marido da rainha Beatriz e Príncipe Consorte dos Países Baixos de 1980 até sua morte.

## Vida
Claus Jorge Guilherme Oto Frederico Gerd von Amsberg nasceu no seio da família Haus Dötzingen, perto de Hitzacker, República de Weimar. Os seus pais eram Klaus Felix von Amsberg e Gösta Julie Adelheid Marion Marie, Baronesa von dem Bussche-Haddenhausen. O seu pai dirigiu uma grande fazenda em Tanganica, entre 1928 até à II Guerra Mundial. Claus e as suas seis irmãs cresceram com as suas avós num solar situado na Baixa Saxónia. Claus estudou numa escola situada na Tanzânia, de 1936 a 1938. Ele foi também membro de organizações juvenis nazis, como a Deutsches Jungvolk e a Juventude Hitleriana.

## Saúde e morte
Claus sofreu diversos problemas de saúde durante a sua vida, tais como depressão, cancro e doença de Parkinson. Ele morreu em Amesterdão, a 6 de outubro de 2002, de doença prolongada, tendo a idade de 76 anos. 
O seu corpo foi embalsamado e sepultado no túmulo da família real em Delft, a 15 de outubro. Foi o primeiro funeral com honras de Estado desde o da rainha Guilhermina, avó da rainha Beatriz, em 1962.